# Perpezat
Perpezat est une commune française, située dans le département du Puy-de-Dôme, en région Auvergne-Rhône-Alpes.

## Géographie
Située dans le parc naturel régional des volcans d'Auvergne, la commune de Perpezat est composée du bourg et de plusieurs hameaux : Bughes, la Roche, Verminisse, le Tronc, la Plane, le Barry, Lacout, les Pradoux, le Boyer, la Graille, Geollaire, la Berguère, Taravant, le Fraisse, Luc Haut, Luc Bas, Angle Bas, Angle Haut, Bonnabry.
Sur le territoire communal se trouvent la vallée de la Plane ainsi que la cascade de la Graille, petit coin à l'écart de la foule, dans un cadre façonné par les glaciers du Quaternaire. Le nord-ouest du territoire communal est bordé sur plus de huit kilomètres par une rivière, la Miouze. À l'extrême-sud, la commune se termine en rive nord du lac de Guéry.
L'altitude minimale, 757 mètres, se trouve à l'extrême nord, là où la Miouze quitte la commune pour servir de limite entre celles de Gelles et Saint-Pierre-Roche. L'altitude maximale avec 1 481 ou 1 482 mètres est localisée au sud, au puy Loup.
La commune est desservie par les routes départementales 11, 134, 552 et 2089 ; cette dernière, ancienne route nationale 89, relie Clermont-Ferrand et Rochefort-Montagne à Tulle et Bordeaux.

### Communes limitrophes
| Heume-l'Église, Briffons | Gelles    | Saint-Pierre-Roche |
| Laqueuille               | Perpezat  | Rochefort-Montagne |
| Murat-le-Quaire          | Mont-Dore | Orcival            |

### Climat
Pour des articles plus généraux, voir Climat d'Auvergne-Rhône-Alpes et Climat du Puy-de-Dôme.
En 2010, le climat de la commune est de type climat de montagne, selon une étude du Centre national de la recherche scientifique s'appuyant sur une série de données couvrant la période 1971-2000. En 2020, Météo-France publie une typologie des climats de la France métropolitaine dans laquelle la commune est exposée à un climat de montagne ou de marges de montagne et est dans la région climatique Ouest et nord-ouest du Massif Central, caractérisée par une pluviométrie annuelle de 900 à 1 500 mm, maximale en automne et en hiver.
Pour la période 1971-2000, la température annuelle moyenne est de 7,9 °C, avec une amplitude thermique annuelle de 14,3 °C. Le cumul annuel moyen de précipitations est de 1 196 mm, avec 13,3 jours de précipitations en janvier et 9 jours en juillet. Pour la période 1991-2020, la température moyenne annuelle observée sur la station météorologique de Météo-France la plus proche, « Vernines », sur la commune de Vernines à 8 km à vol d'oiseau, est de 8,6 °C et le cumul annuel moyen de précipitations est de 918,5 mm,. Pour l'avenir, les paramètres climatiques de la commune estimés pour 2050 selon différents scénarios d'émission de gaz à effet de serre sont consultables sur un site dédié publié par Météo-France en novembre 2022.

## Urbanisme

### Typologie
Au 1er janvier 2024, Perpezat est catégorisée commune rurale à habitat très dispersé, selon la nouvelle grille communale de densité à sept niveaux définie par l'Insee en 2022.
Elle est située hors unité urbaine et hors attraction des villes,.

### Occupation des sols
L'occupation des sols de la commune, telle qu'elle ressort de la base de données européenne d’occupation biophysique des sols Corine Land Cover (CLC), est marquée par l'importance des territoires agricoles (60,8 % en 2018), en diminution par rapport à 1990 (62,1 %). La répartition détaillée en 2018 est la suivante : prairies (51,9 %), forêts (22,6 %), milieux à végétation arbustive et/ou herbacée (14,9 %), zones agricoles hétérogènes (8,9 %), zones urbanisées (1,4 %), eaux continentales (0,2 %). L'évolution de l’occupation des sols de la commune et de ses infrastructures peut être observée sur les différentes représentations cartographiques du territoire : la carte de Cassini (XVIIIe siècle), la carte d'état-major (1820-1866) et les cartes ou photos aériennes de l'IGN pour la période actuelle (1950 à aujourd'hui).

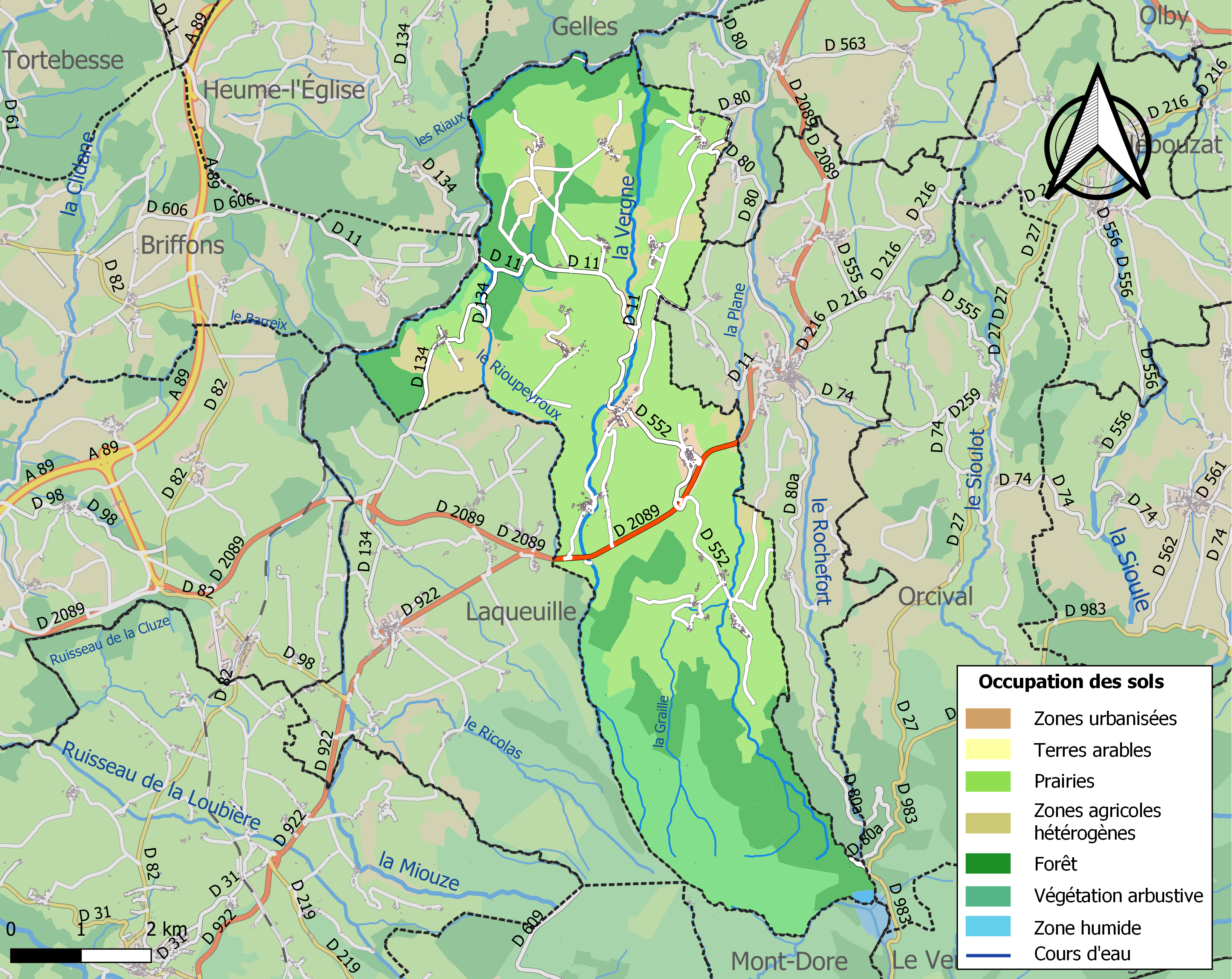
Carte des infrastructures et de l'occupation des sols de la commune en 2018 (CLC).

## Histoire
Sous l'Ancien régime, la paroisse de Perpezat était plus vaste. Lors de la création des communes au moment de la Révolution, la commune de Rochefort récupère les villages du Bouchetel, d'Ourceyre, de Bomparent, de chez Verdier, de la Gratade, du Cros et le domaine de la Malvialle. De plus, les villages de Villevialle, du Foueix, la Chabanne et quelques fermes et burons isolés (Chez Danty, chez le Vert, Bordas, La Chaze, Veaux) quittent Perpezat pour rejoindre la commune de Laqueuille.
Il existait autrefois sur le territoire de la commune plusieurs moulins à eau, des écoles dans certains hameaux ainsi qu'une mine d'antimoine.

## Politique et administration

### Découpage territorial
La commune de Perpezat est membre de la communauté de communes Dômes Sancy Artense, un établissement public de coopération intercommunale (EPCI) à fiscalité propre créé le 1er janvier 2017 dont le siège est à Rochefort-Montagne. Ce dernier est par ailleurs membre d'autres groupements intercommunaux. Jusqu'en 2016, elle faisait partie de la communauté de communes de Rochefort-Montagne.
Sur le plan administratif, elle est rattachée à l'arrondissement d'Issoire depuis 2017, à la circonscription administrative de l'État du Puy-de-Dôme et à la région Auvergne-Rhône-Alpes. Avant mars 2015, elle faisait partie du canton de Rochefort-Montagne.
Sur le plan électoral, elle dépend du canton d'Orcines pour l'élection des conseillers départementaux, depuis le redécoupage cantonal de 2014 entré en vigueur en 2015, et de la troisième circonscription du Puy-de-Dôme pour les élections législatives, depuis le dernier découpage électoral de 2010.

### Élections municipales et communautaires

#### Élections de 2020
Le conseil municipal de Perpezat, commune de moins de 1 000 habitants, est élu au scrutin majoritaire plurinominal à deux tours avec candidatures isolées ou groupées et possibilité de panachage. Compte tenu de la population communale, le nombre de sièges à pourvoir lors des élections municipales de 2020 est de 11. Sur les quatorze candidats en lice, onze ont été élus dès le premier tour, le 15 mars 2020, avec un taux de participation de 81,42 %.

#### Chronologie des maires
| Période                                  | Période                    | Identité       | Étiquette | Qualité                           |
| ---------------------------------------- | -------------------------- | -------------- | --------- | --------------------------------- |
| Les données manquantes sont à compléter. |                            |                |           |                                   |
| mars 2001                                | mai 2020                   | Bernard Mallet |           | Agriculteur                       |
| mai 2020                                 | En cours (au 18 août 2021) | Patrice Faure  |           | Employé de scierie et agriculteur |

## Population et société

### Démographie
L'évolution du nombre d'habitants est connue à travers les recensements de la population effectués dans la commune depuis 1793. Pour les communes de moins de 10 000 habitants, une enquête de recensement portant sur toute la population est réalisée tous les cinq ans, les populations de référence des années intermédiaires étant quant à elles estimées par interpolation ou extrapolation. Pour la commune, le premier recensement exhaustif entrant dans le cadre du nouveau dispositif a été réalisé en 2005.

En 2022, la commune comptait 422 habitants, en évolution de −1,17 % par rapport à 2016 (Puy-de-Dôme : +2,1 %, France hors Mayotte : +2,11 %).
| 1793  | 1800 | 1806  | 1821  | 1831  | 1836  | 1841  | 1846  | 1851  |
| ----- | ---- | ----- | ----- | ----- | ----- | ----- | ----- | ----- |
| 1 419 | 943  | 1 307 | 1 279 | 1 139 | 1 125 | 1 159 | 1 227 | 1 138 |

| 1856  | 1861  | 1866  | 1872  | 1876  | 1881  | 1886  | 1891  | 1896  |
| ----- | ----- | ----- | ----- | ----- | ----- | ----- | ----- | ----- |
| 1 166 | 1 115 | 1 068 | 1 061 | 1 118 | 1 133 | 1 127 | 1 100 | 1 101 |

| 1901  | 1906  | 1911 | 1921 | 1926 | 1931 | 1936 | 1946 | 1954 |
| ----- | ----- | ---- | ---- | ---- | ---- | ---- | ---- | ---- |
| 1 134 | 1 039 | 880  | 781  | 761  | 754  | 784  | 725  | 662  |

| 1962 | 1968 | 1975 | 1982 | 1990 | 1999 | 2005 | 2006 | 2010 |
| ---- | ---- | ---- | ---- | ---- | ---- | ---- | ---- | ---- |
| 615  | 519  | 454  | 420  | 377  | 384  | 376  | 372  | 424  |

| 2015 | 2020 | 2022 | - | - | - | - | - | - |
| ---- | ---- | ---- | - | - | - | - | - | - |
| 423  | 426  | 422  | - | - | - | - | - | - |

## Culture locale et patrimoine

### Lieux et monuments

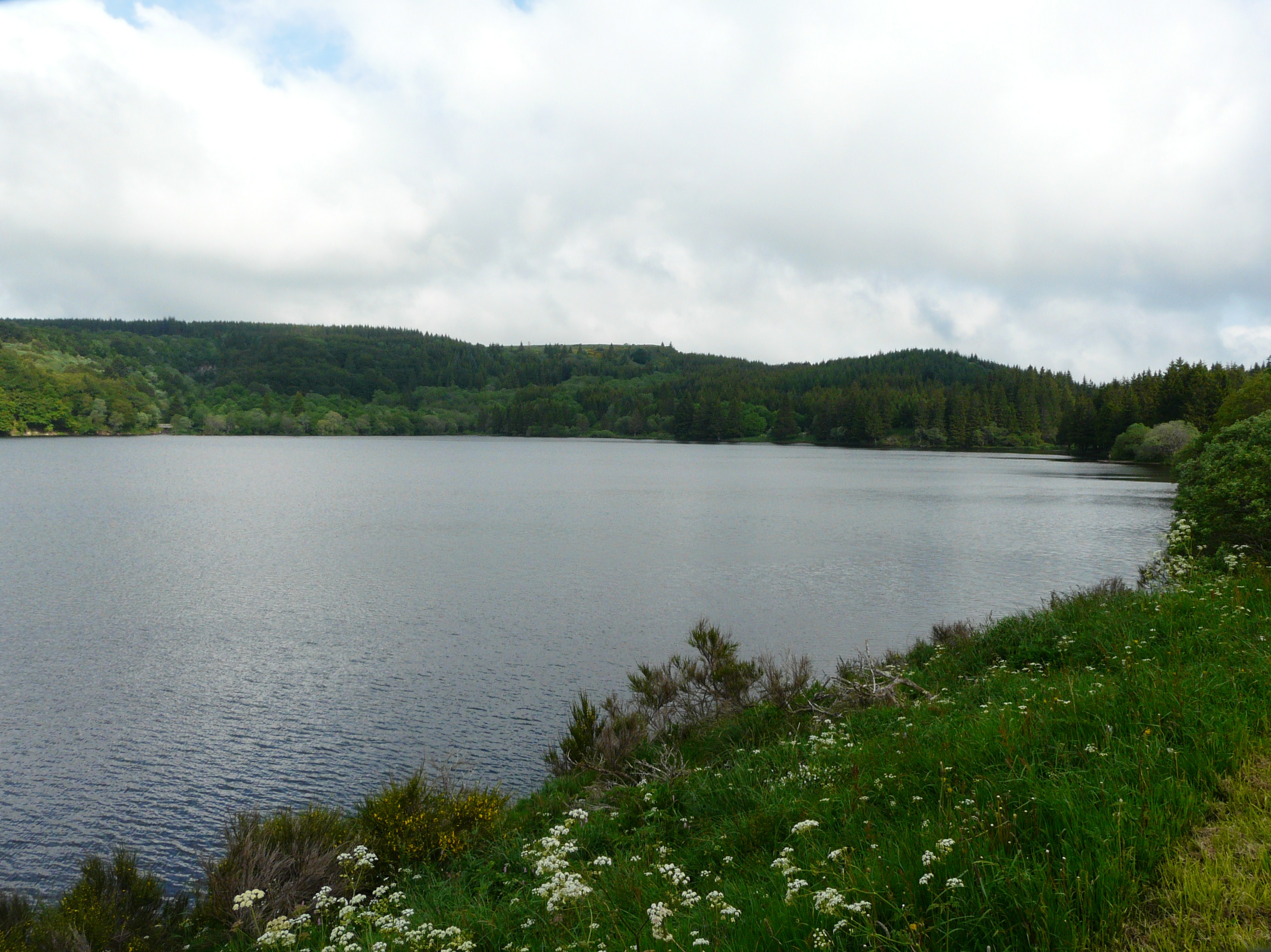
Le lac de Guéry avec, au fond, sa rive nord sur la commune de Perpezat.

- Église paroissiale Saint-Martin[29] du XIXe siècle, rénovée au début du XXe siècle, en pierre d'andésite[30].
- Le lac de Guéry est partagé entre quatre communes ; sa rive nord se trouve sur Perpezat. Le col de Guéry est partagé avec la commune d'Orcival.

### Personnalités liées à la commune
- Nathalie Boucheix, accordéoniste française, originaire de la commune.